# Phytoseius carpineus
Phytoseius carpineus är en spindeldjursart som beskrevs av Wainstein 1978. Phytoseius carpineus ingår i släktet Phytoseius och familjen Phytoseiidae. Inga underarter finns listade i Catalogue of Life.